# L'Ex-femme de ma vie (pièce de théâtre)
Pour les articles homonymes, voir L'Ex-femme de ma vie.
L'Ex-femme de ma vie est une pièce de théâtre de Josiane Balasko, créée le 5 octobre 1988 au Splendid avec, dans les rôles titres, Thierry Lhermitte et Jane Birkin.
La pièce a été publiée en 1989 chez Actes Sud - Papiers.

## Synopsis
Tom est un romancier populaire à succès. Il va bientôt se remarier. Cependant, il rencontre dans un restaurant son épouse précédente. Elle est visiblement sans un sou, sans domicile et enceinte de sept mois et demi. Elle lui demande de l'aide. Tom décide de l'héberger. Rapidement, son ex-femme et son amie psychiatre envahissent son domicile.

## Distribution
- Jane Birkin (puis Josiane Balasko) : Frankie
- Thierry Lhermitte (puis Richard Berry) : Tom
- Daniel Berlioux : Jean-François, le psy
- Cécile Auclert : Aurélie
- Valérie Mairesse : Véro (voix off)

## Autour de la pièce
À l'origine, L'Ex-femme de ma vie est une pièce de théâtre écrite par Josiane Balasko, qui souhaite également, lors de la création du spectacle en 1988, interpréter le personnage principal, aux côtés de Thierry Lhermitte. Mais le tournage de Trop belle pour toi de Bertrand Blier l'oblige à y renoncer : elle choisit alors Jane Birkin et se contente de mettre en scène la pièce. En 1989, Balasko reprendra néanmoins le rôle, avec cette fois pour partenaire Richard Berry. Balasko en réalisera un film en 2004.
On retrouve ici Jane Birkin qui avait quelques années plus tôt tenu le rôle principal dans le film de Régis Wargnier La Femme de ma vie aux côtés de Christophe Malavoy.